# وایات ارپ
وایات بری استاپ ارپ (۱۹ مارس ۱۸۴۸ – ۱۳ ژانویه ۱۹۲۹) قانون گذار، هفت‌تیرکش و قهرمان غربی آمریکایی در شهرستان پیما، آریزونا و منطقه آریزونا و معاون مارشال در تامبستون بود. او در طیف گسترده‌ای از معاملات در طول زندگی خود کار کرد و در Gunfight at the O. K. Corral شرکت داشت که در طی آن سه یاغی شهرستان پیما توسط قانونگذاران کشته شدند.در مورد زندگی وی نیز فیلمی به کارگردانی لارنس کاسدان در سال ۱۹۹۴ ساخته شده‌است.
وایات ارپ در1929 در لس آنجلس درگذشت در مراسم خاکسپاری وی ستارگان فیلم های اولیه وسترن ویلیام اس هارت و تام میکس به چشم میخوردند، تام میکس به شدت می گریست